# Dreitorspitze
Dreitorspitze – masyw w paśmie Wettersteingebirge, w Alpach Bawarskich. Leży na granicy między Austrią (Tyrol), a Niemcami (Bawaria). Na masyw prowadzi droga ze schroniska Meilerhütte.
Masyw posiada trzy szczyty:
- Partenkirchner Dreitorspitze (2633 m), pierwsze wejście K. Kiendl, J. Grasegger (1854)
- Mittelgipfel, Hermann von Barth (1870)
- Leutascher Dreitorspitze (2682 m), Hermann von Barth (1871).